# Gemeindezentrum (Religion)

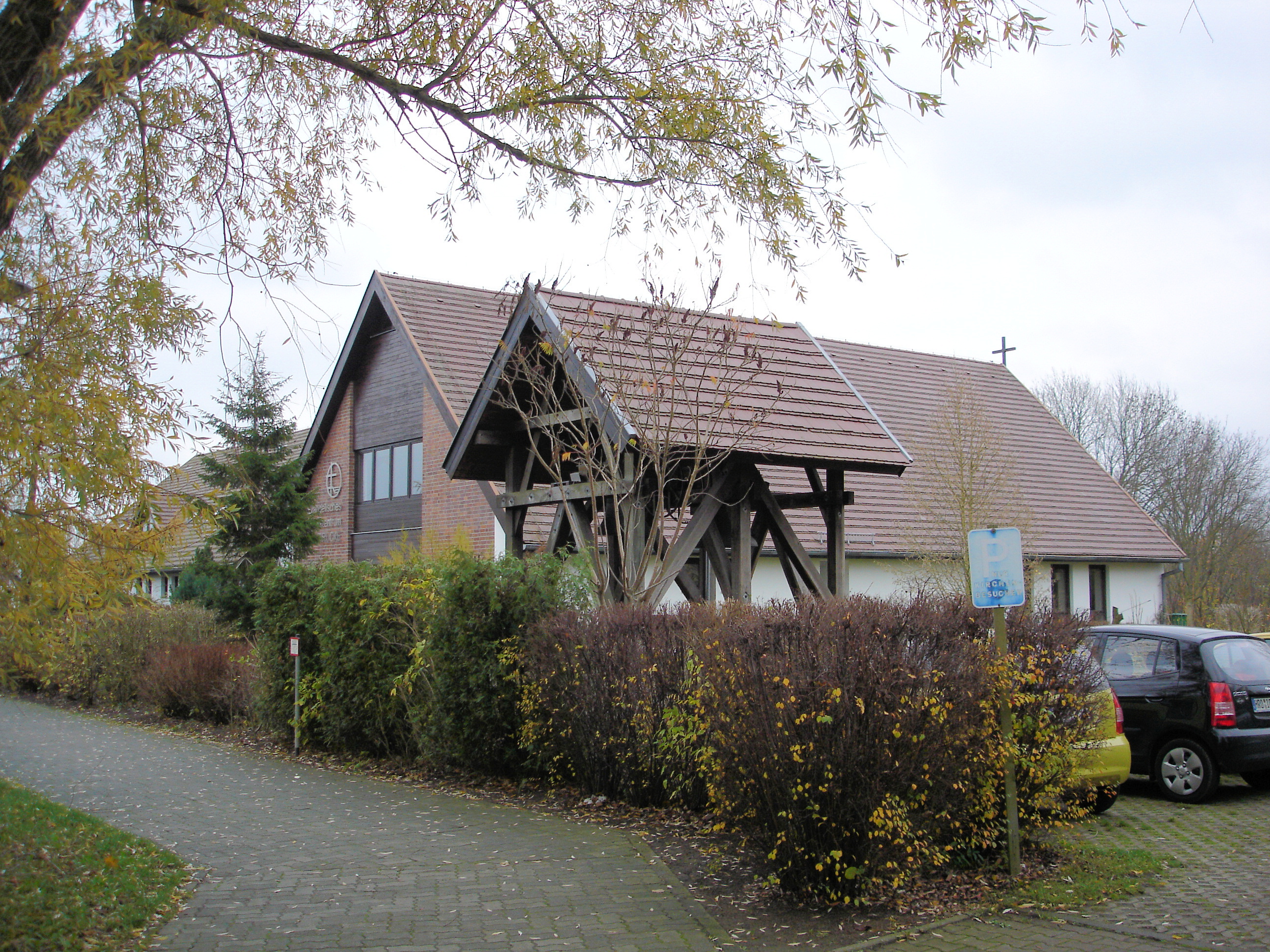
Gemeindezentrum Brücke, Rostock

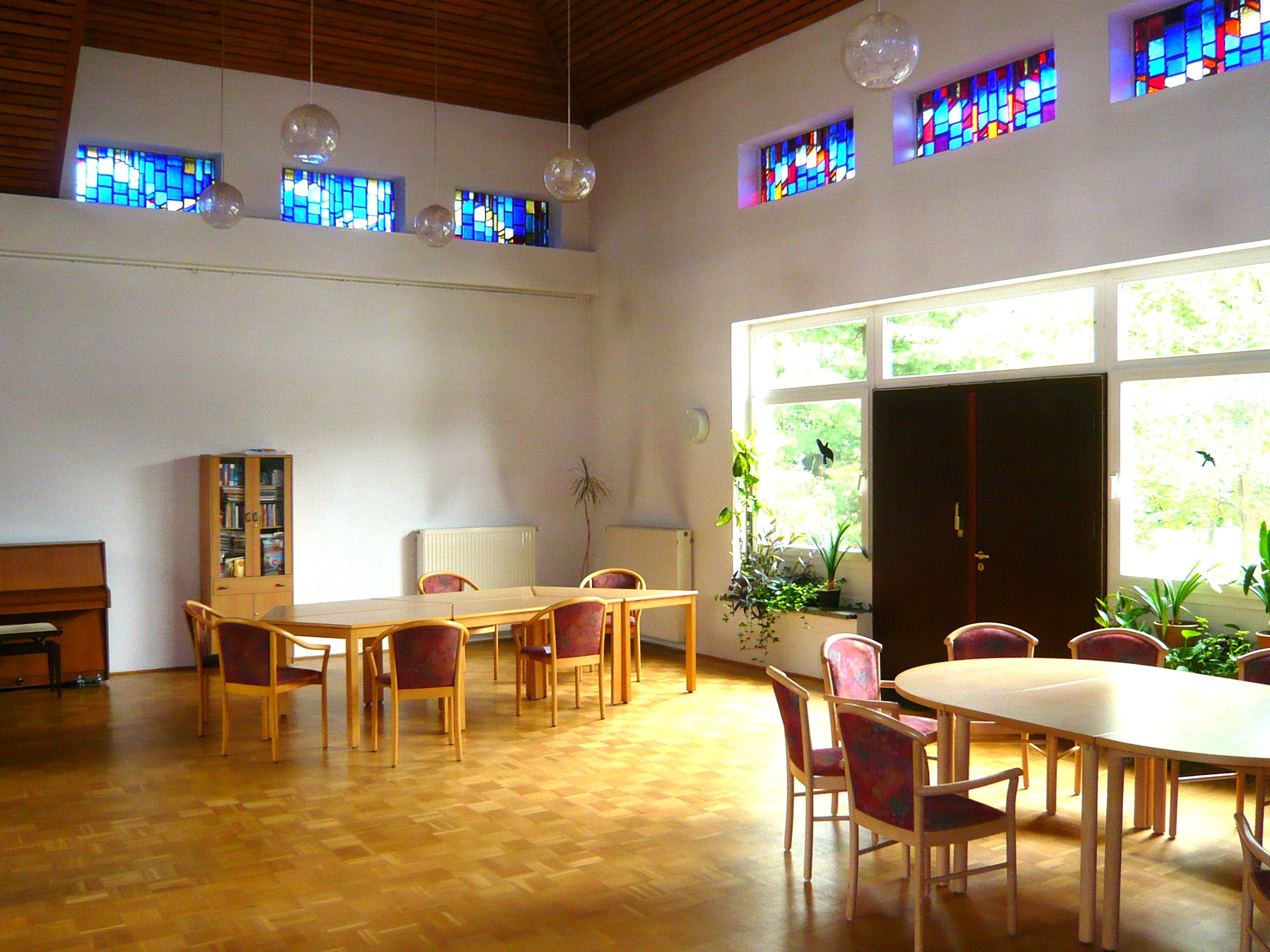
Gemeindesaal in der Versöhnungskirche in Berlin-Biesdorf

Ein Gemeindezentrum ist ein Bauwerk, das verschiedenen Zwecken einer Religionsgemeinschaft am Ort dient. Es dient als Versammlungsort für die Gemeinde, manchmal auch als Ort für Gottesdienste, als Sitz der Gemeindeverwaltung und / oder für andere Funktionen. Hierbei kann es sich um ein einzelnes Gebäude oder um ein Ensemble mehrerer Gebäude handeln. Bei einem Gemeindehaus handelt es sich in der Regel um ein einzelnes Haus. Die Bezeichnungen „Gemeindezentrum“ und „Gemeindehaus“ werden oft nahezu synonym verwendet. Viele Gemeindezentren enthalten einen Gottesdienstraum. 
Der Begriff „Gemeindezentrum“ oder „Gemeindehaus“ ist gebräuchlich z. B. für christliche, jüdische und islamische Einrichtungen. Die Begriffe „kirchliches Gemeindehaus“ und „Kirchenzentrum“ werden in christlichen Gemeinden verwendet, im Bereich der katholischen Kirche spricht man von Pfarrzentrum, Pfarrheim oder Pfarreiheim. In der Schweiz wird ein solches Gebäude auch als Kirchgemeindehaus bezeichnet, um es vom säkularen Gemeindehaus zu unterscheiden.

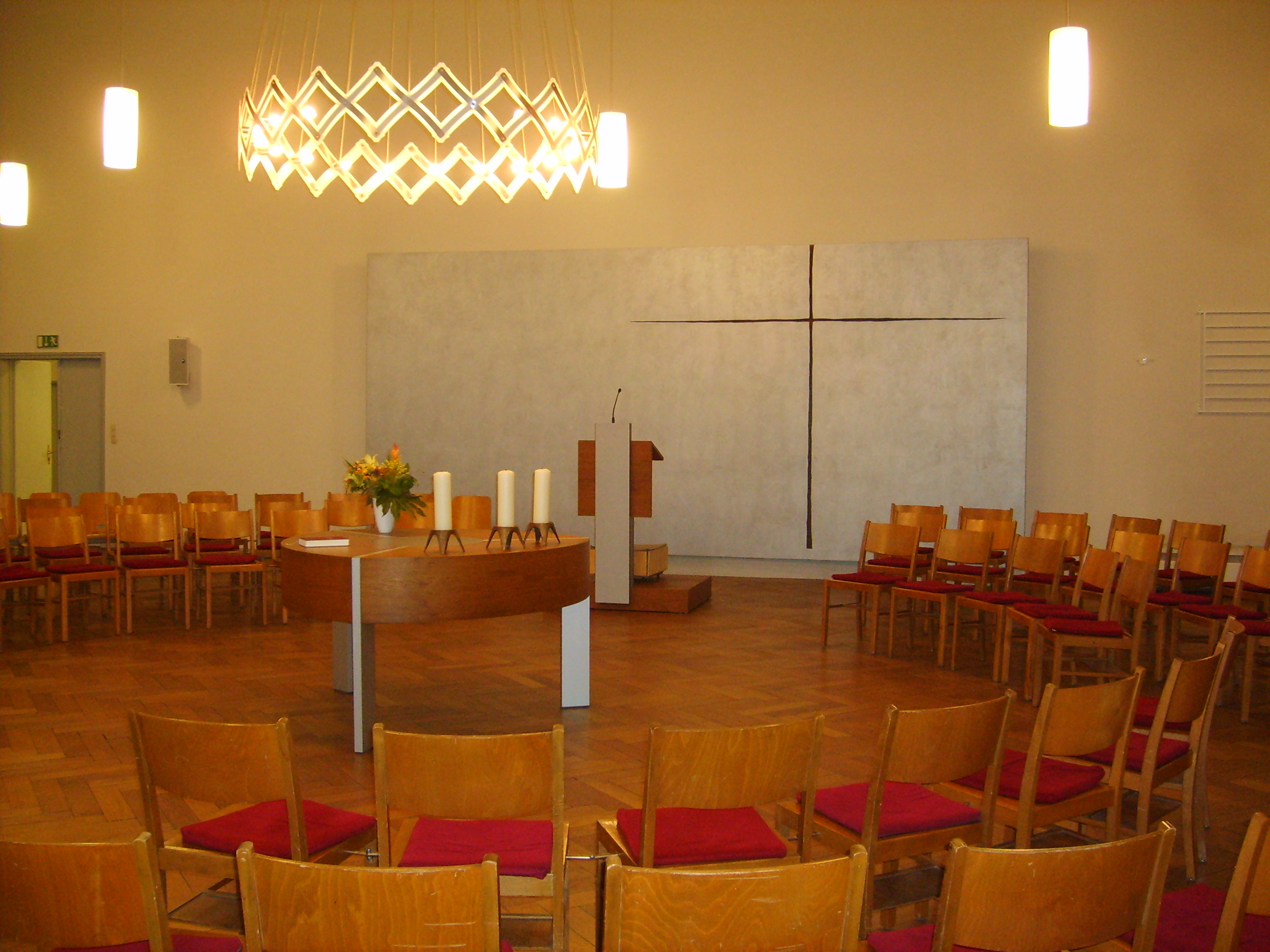
Gottesdienstraum im Gemeindezentrum: Tersteegenhaus in Köln-Sülz

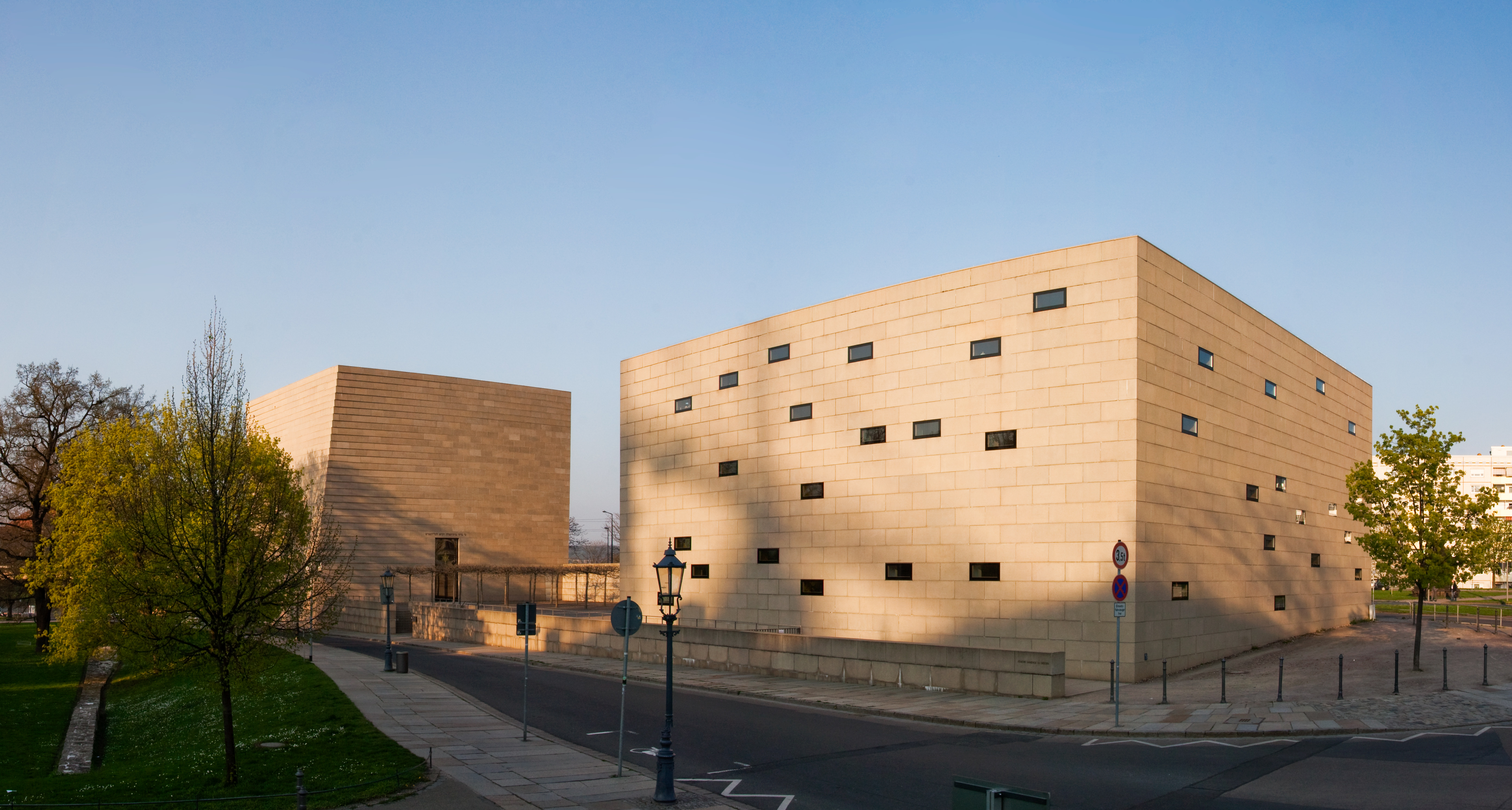
Dresden: Jüdisches Gemeindezentrum (r.) und Synagoge (l.)

Im Islam hat die Moschee, im Judentum die Synagoge neben dem Gebet immer auch die Funktion eines sozialen Treffpunkts. Im deutschen Sprachraum benutzen diese Religionsgemeinschaften daher auch den Begriff „Gemeindezentrum“. In mehreren islamischen Gemeinden wurde für den Rechtsträger der Moschee der Name „Islamisches Gemeindezentrum e. V.“ gewählt. In analoger Weise begegnet Gemeindezentrum auch als Bezeichnung für buddhistische (Wat) und hinduistische Räumlichkeiten.
Oft wird einem Gemeindezentrum ein Name gegeben, etwa der des Pfarrpatrons (z. B. Marienheim), einer lokal oder allgemein bekannten Persönlichkeit (Pfarrer-XY-Haus) oder ein biblischer oder religiöser Begriff (z. B. Die Arche).

## Funktionen

### Gottesdienstraum

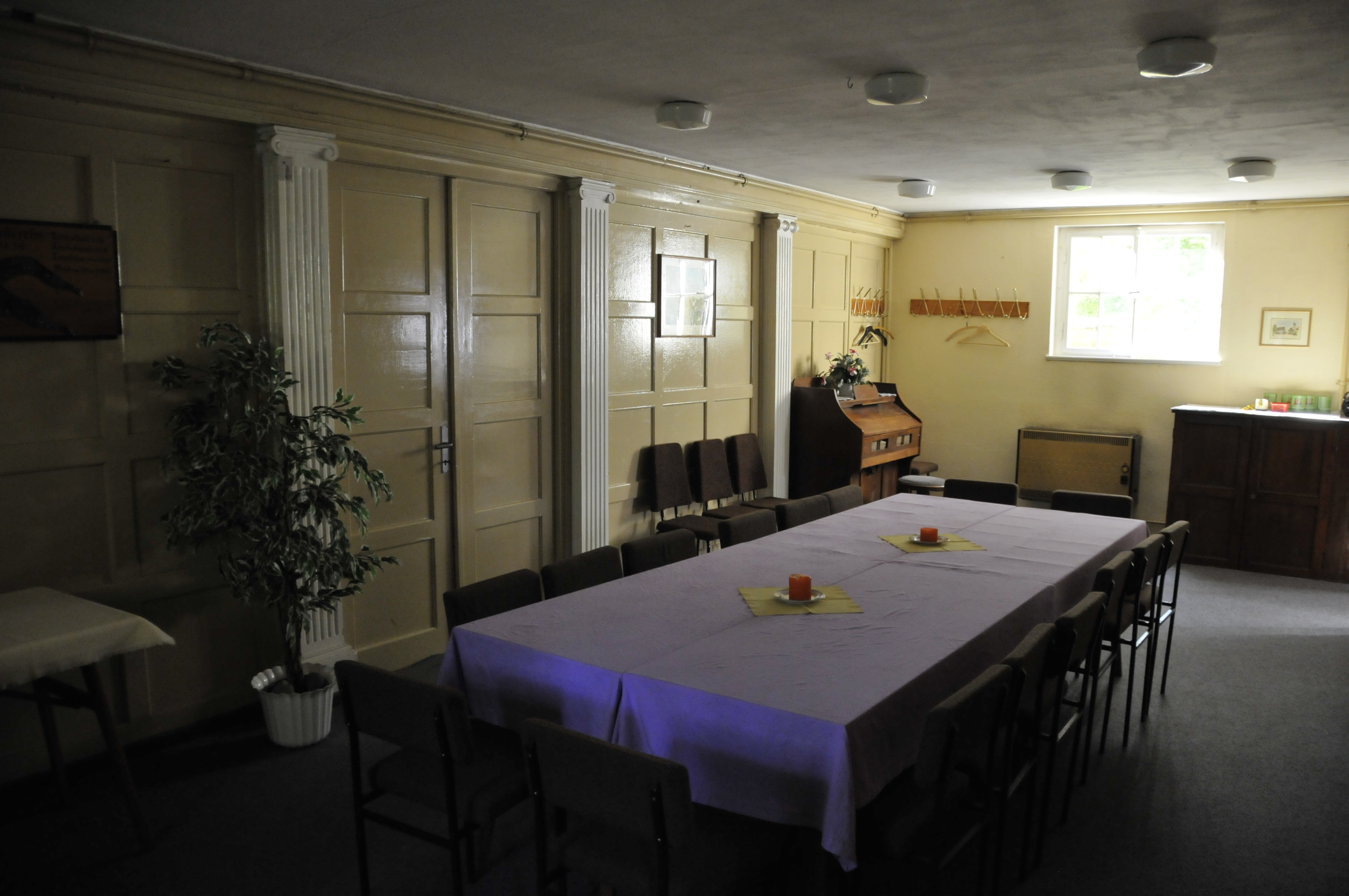
Typischer Gemeinderaum im ländlichen Raum: Einbau unter der Empore mit Tischen und Harmonium (St. Johannis (Dietendorf))

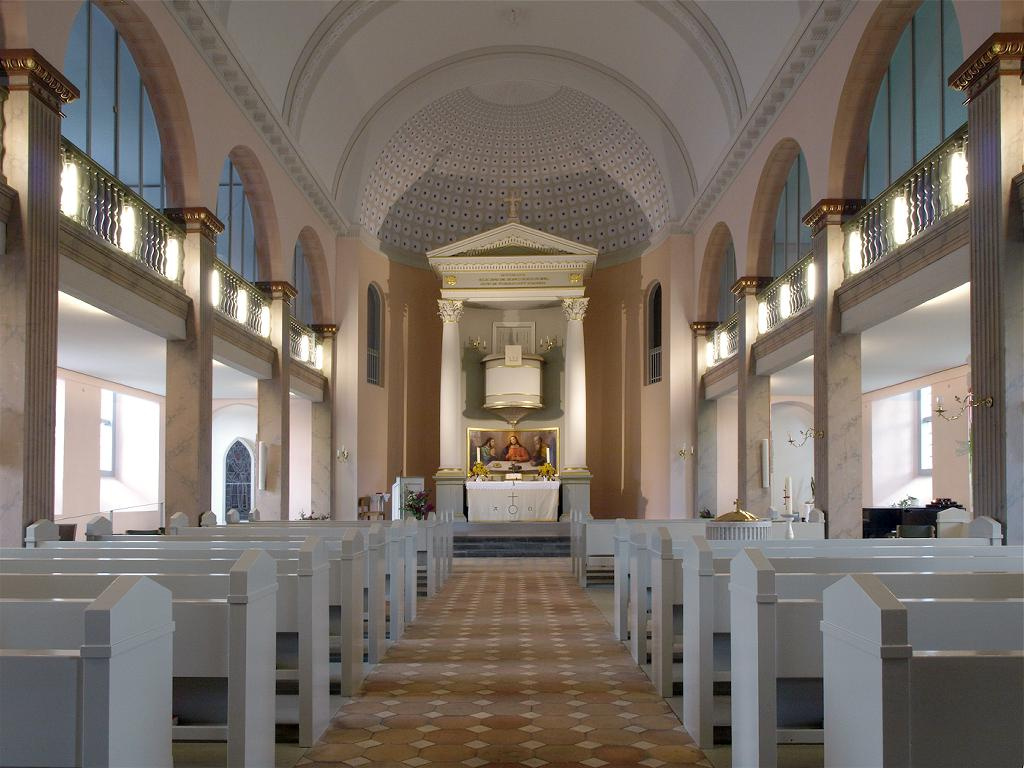
Seitenemporen als Gemeinderäume, durch Glasscheiben abgetrennt: St. Peter (Krempe)

In Gemeinden ohne separate Kirche, Synagoge oder Moschee dient ein zentraler Raum des Gemeindezentrums als Gottesdienstraum, der auch ständig hierfür ausgestattet ist, bei christlichen Gemeinden etwa mit Altar, Lesepult und Orgel. Es finden sich vielfach variable Lösungen, bei denen der Gottesdienstraum nach Bedarf durch verschiebbare Wände um benachbarte Räume erweitert werden kann oder für eine Mehrfachnutzung offengehalten wird. Die Einbeziehung eines Gottesdienstraumes ins Gemeindezentrum kann dauerhaft sein oder – etwa in Neubau- oder Diasporagebieten – eine Interimslösung bis zum Bau eines Gotteshauses darstellen. Auch bei bestehender Kirche kann der Gottesdienstraum seine Funktion bei besonderen Anlässen behalten, etwa für eine Nutzung als Winterkirche. In islamischen Gemeinden bestehen vielerorts Hinterhofmoscheen mit Betsaal und Begegnungsraum, oft als Vorstufe für eine Moschee. Zu jüdischen und islamischen Gotteshäusern gehören separate Gebetsräume für Frauen und die Orte für die vorgeschriebenen rituellen Waschungen.

### Begegnungsstätte
Eine wesentliche Funktion eines Gemeindezentrums ist die Bereitstellung eines oder mehrerer Versammlungsräume. Das Raumprogramm ist üblicherweise auf die Größe der Gemeinde abgestimmt. In der Regel ist auch eine Teeküche vorhanden.
Häufig verfügen die Gemeindezentren über einen größeren Versammlungsraum (Gemeindesaal, Festsaal, katholisch: „Pfarrsaal“), der identisch sein kann mit dem Gottesdienstraum. Daneben gibt es meist kleinere Gruppen- oder Besprechungsräume. In christlichen Gemeinden, die über kein eigenes Gemeindehaus bzw. -zentrum verfügen existiert manchmal im Pfarrhaus ein Gemeinderaum.
Die Räume werden für unterschiedliche Zwecke genutzt, beispielsweise für Gemeindeversammlungen, geistliche Gesprächskreise, Glaubenslehre, Erwachsenenbildung, für Zusammenkünfte von Gruppen, Vereinen und Verbänden, für Kulturveranstaltungen, für Proben von Kirchenchor und anderen Musikgruppen, für Feste und Feiern, für Kirchecafés etc.
Die Räumlichkeiten stehen allen Bereichen des Gemeindelebens offen, z. B. für Jugendarbeit, Kinderangebote, Erwachsenenarbeit, Seniorenbegegnung. Aus Kostengründen werden die Räume darüber hinaus auch an nicht zur Gemeinde gehörende Gruppen oder für private Veranstaltungen vermietet.

### Weitere Funktionen
Ins Gemeindezentrum können weitere Einrichtungen der Gemeinde integriert sein wie Gemeindebüro, Kindertagesstätte, Bibliothek, Bildungseinrichtungen, Suppenküche oder Dienstwohnungen für Seelsorger und Mitarbeiter, im Judentum auch eine Mikwe.

## Architektonische Tendenzen
In kleinen Gemeinden gab und gibt es vielerorts nur einen einzigen Gemeinderaum, etwa im Erdgeschoss des Pfarrhauses.
Die Entstehung von christlichen Gemeindezentren seit dem 19. Jahrhundert kann als „baukonzeptionelle Antwort auf die Ausdifferenzierung volkskirchlicher Strukturen zu gruppenspezifischen Formen“ in Zeiten eines sich entwickelnden Vereinswesens verstanden werden, wo Gemeindeglieder über die Gottesdienste hinaus zusammengeführt werden sollen.
Nach dem Zweiten Weltkrieg wurden nach Plänen des Architekten Otto Bartning in Deutschland eine Vielzahl von evangelischen Kirchneubauten errichtet, dazu gehören auch eine Reihe von Gemeindezentren. In den später errichteten Neubaugebieten wurden häufig keine klassischen Kirchengebäude gebaut, sondern – „als Ausdruck welt- und alltagsoffener Gemeindetheologie“ – stattdessen multifunktionale Gemeindezentren unter Verzicht auf das „städtebauliche Leitbild Kirche“. Diese Gebäudekomplexe werden mitunter dennoch als Kirchen bezeichnet (z. B. Versöhnungskirche in Berlin-Biesdorf). Ab etwa 1980 ist im evangelischen Bereich eine deutlichere Akzentuierung einer „sakralen Zelle als dem Gottesdienst vorbehaltener Mitte“ zu beobachten.
Ab 1988 wurde in der Gustav-Adolf-Gedächtniskirche in Nürnberg ein Gemeindehauskomplex in die Kirche eingebaut. Im 21. Jahrhundert verstärkte sich die Tendenz, nicht mehr (ganz) genutzte Kirchengebäude in Gemeinderäume umzubauen. In evangelischen Kirchen wurde gelegentlich auch eine geräumige Empore zum Einbau des Gemeinderaums genutzt, unterhalb oder auch auf der Empore.